# 怒江

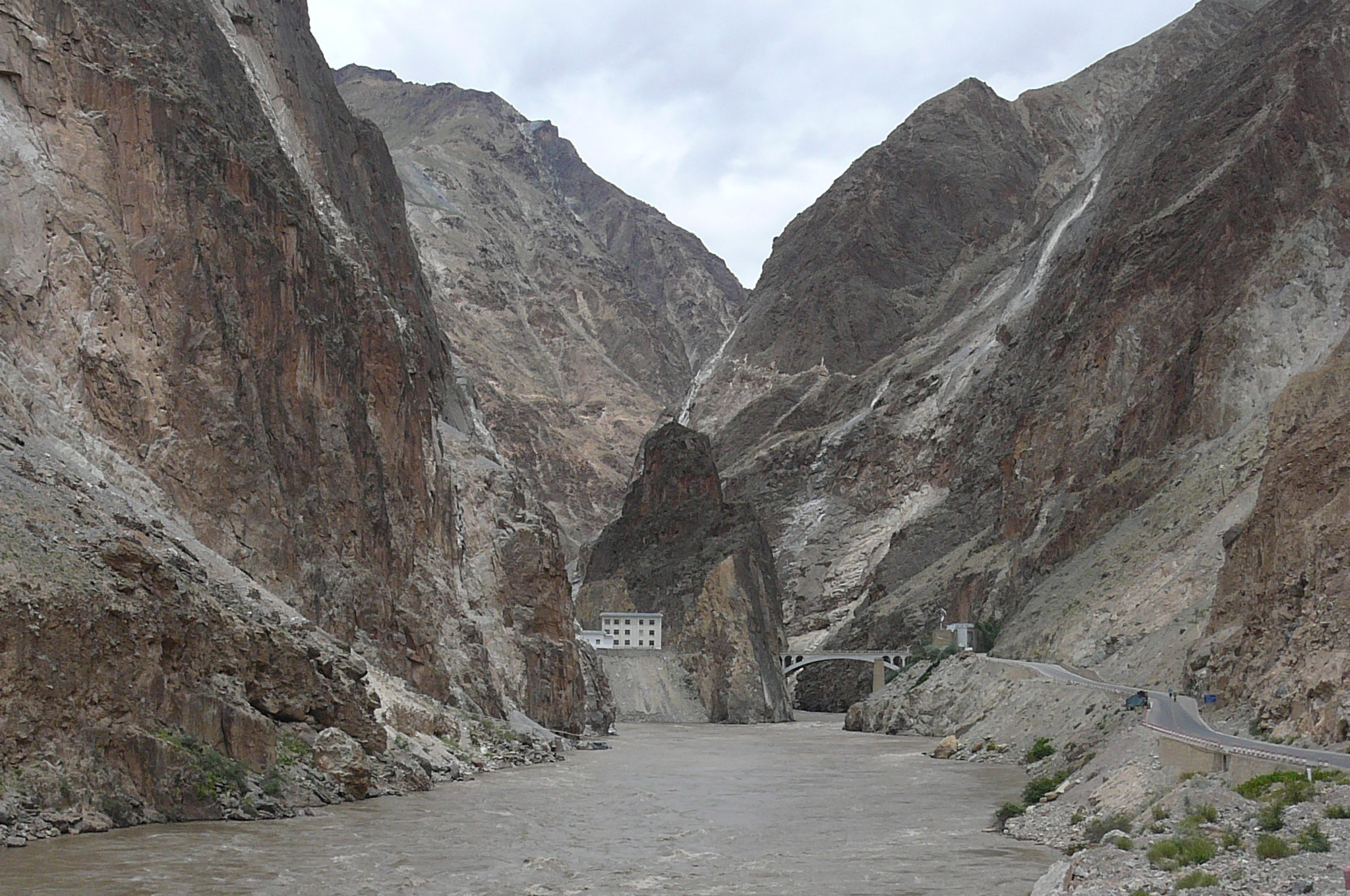
川藏南线的怒江大桥

怒江（福貢阿侬语：Anung remai）別稱「潞江」，发源于西藏自治區那曲市安多县境内唐古拉山南麓的将美尔岗尕楼冰川，流经西藏自治区、云南省，流入缅甸后改称萨尔温江。幹流長度2,013公里，流域面積12.48萬平方公里。。

## 名稱與文化分段
與長江與瀾滄江下游不同，怒江流經的文化區並無產生比較統一的河流命名，但每個區段的不同文化民族集團則對命名具有統一性。
江源
怒江发源于西藏自治區那曲市安多县境内唐古拉山南麓的将美尔岗尕楼冰川，源流區河段名为将美尔曲（藏語：རྒྱལ་མོ་རྔུལ་ཆུ་，威利转写：rgyal mo rngul chu，藏语拼音：Gyaimorngü Qu/Gyaimo Ngüqu）。它先向南轉西再轉西南流，匯集左側支流後改稱朶爾丁曲。它向南以「S」形流，匯集右側支流仲朶曲後改稱朶果爾曲。該曲流至幫美附近納左側支流後，改稱桑曲，隨後河道轉向西南流，穿越青藏鐵路後注入錯那湖。幹流由錯那湖南端流出後，始稱那曲，是爲上游。離開西藏後進入中上游爲怒江的正式起始。
那曲段
怒江上游因江水深黑，中国最早的地理著作《禹贡》把它称为黑水河，對應藏語那曲（藏語：ནག་ཆུ་，威利转写：nag chu，藏语拼音：Nagqu）。
怒江段
流入雲南後，怒江在当地的怒族中被称为「阿怒日美」（独龙江方言ə³¹nuŋ⁵³ rə³¹məi⁵³，a³¹nuŋ³¹ remɑi），“阿怒”是怒族人的自称，“日美”在汉语中译为江，“阿怒日美”就是怒族人居住区域的江，此卽怒江之得名。中游與中下游一帶在當地漢語中還有泸水、潞江之稱。
宏水段
怒江流入德宏後進入中下游改稱「宏水」（景頗語：Hkung hka；傣仂語： / ）直至撣邦與克倫邦邊界。注意這一名稱與瀾滄江中下游的傣語、佤語、克木語及其相似，而且同源，在德宏傣語中二者甚至只有音調差異。
散淪段
進入下游後在克倫邦和孟邦稱爲「散淪江」（သာန်လာန်）。
但通常爲了方便，政治上也常常將整個中國河段（江源至宏水上游）稱爲怒江，將整個緬甸河段（宏水下游至散淪江）称爲萨尔温江（緬語「散淪」在英語中訛化爲後轉譯至漢語），整個河段稱爲怒江－萨尔温江。

## 流域

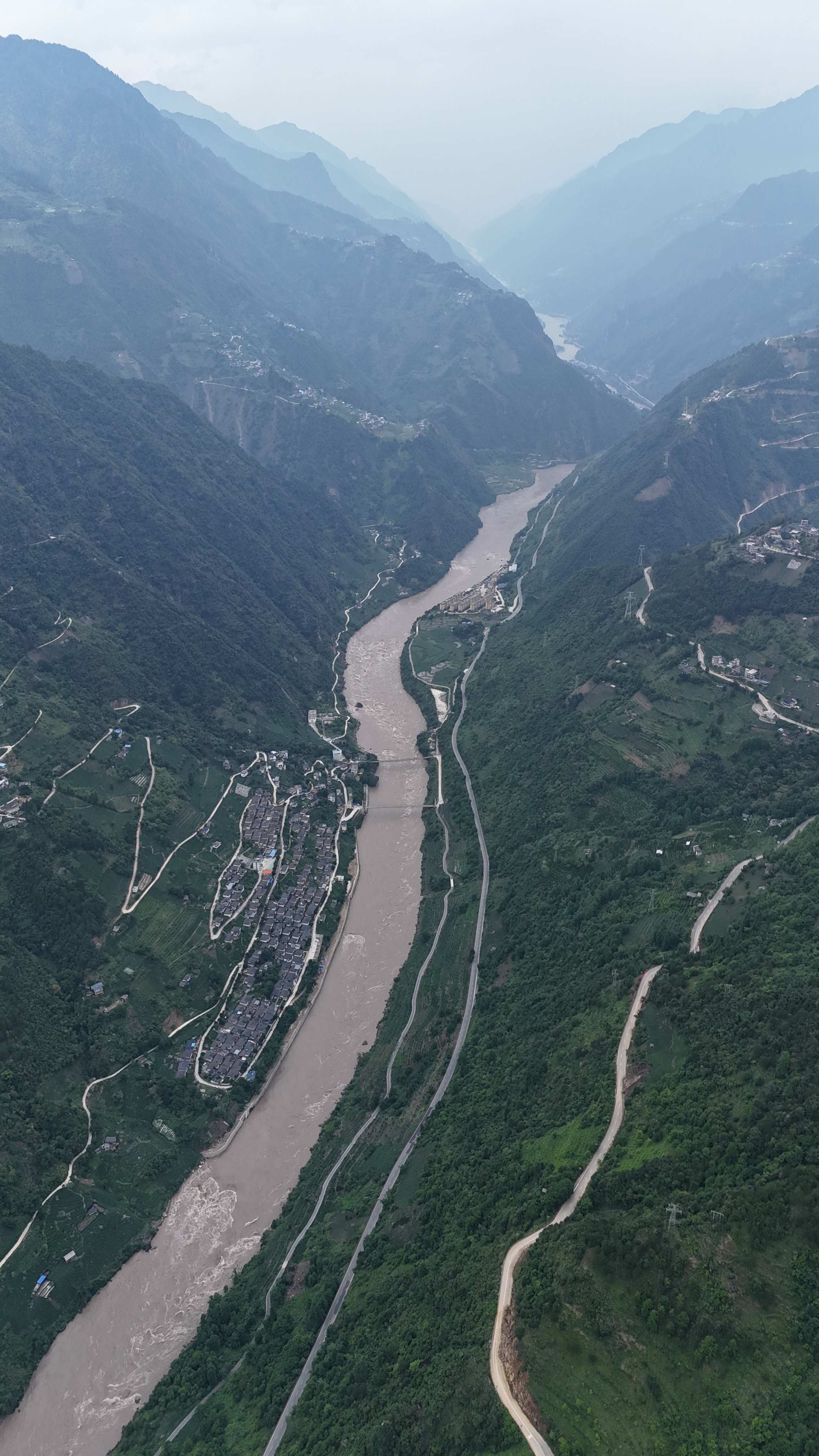
云南福贡县境内的怒江干流

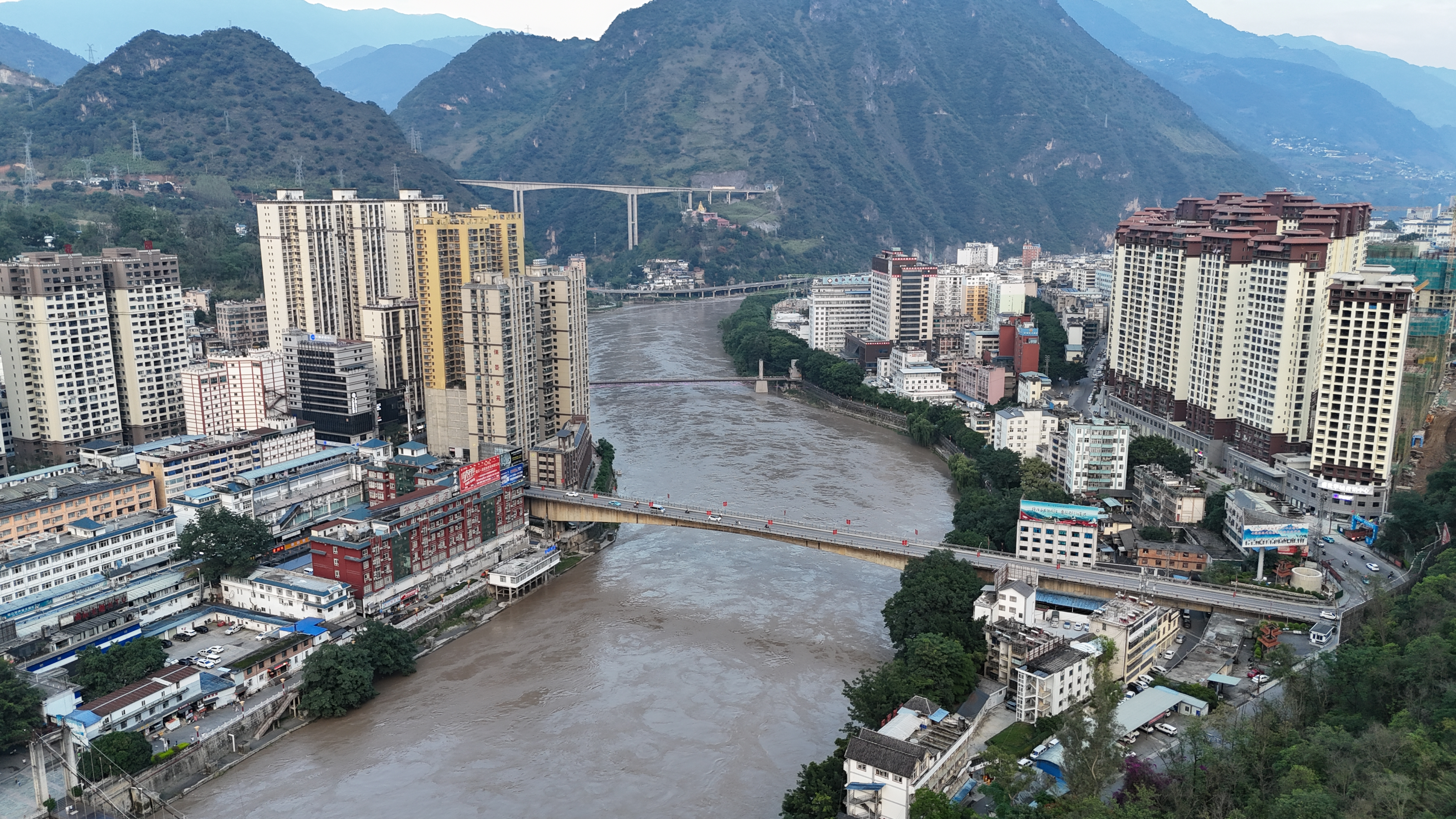
怒江干流穿过云南泸水市

怒江上游在高原地区，山势较平坦，水量很大，水面较宽，流速不大；中下游坡降大，水流湍急，形成高山深谷。怒江支流短小，是典型的羽状水系。
怒江与澜沧江、金沙江穿越横断山脉并行南流，与澜沧江的最短直线距离不到19公里。三江并流是世界上地质奇观，已列入世界自然遗产。

## 支流
薩爾溫江－怒江水系在中國境內流域面積大於100km²的支流有59條，其中大於1,000km²有37條，大於5,000km²的支流有6條（下秋曲、索曲、姐曲、玉曲（偉曲）、枯柯河（猛波羅河）、南定河），大於10,000km²的支流有1條（索曲）；其中南定河是在緬甸匯入怒江。
以下由上游至下游依序列出怒江水系的一級支流：

### 將美爾曲－朶爾丁曲－朶果爾曲－桑曲－那曲主要支流
西藏境內
- 仲朶曲（右）：安多縣
- 安多曲（右）：安多縣
- 賽保絞曲（左）：安多縣、聶榮縣
- 汝曲（左）：安多縣
- 嘎里曲（左）：色尼区、安多縣
- 母曲（母各曲，右）：色尼区
- 稱曲（次曲、彩曲，左）：色尼区、聶榮縣
- 貢曲（龔曲，右）：色尼区
- 波布曲（左）：色尼区
- 樂曲（羅曲，右）：比如縣、色尼区

### 怒江主要支流
西藏境內
- 下秋曲（左）：比如縣、色尼区、聶榮縣、安多縣
- 額鎖（右）：比如縣
- 各曲：比如縣
- 索曲（左）：索縣、比如縣、巴青縣
- 配曲（右）：索縣、比如縣
- 責勇（右）：索縣
- 熱曲（熱瑪曲，左）：索縣、巴青縣、丁青縣
- 郎凶曲（左）：索縣
- 則榮曲（左）：索縣、丁青縣、巴青縣
- 姐曲（杰曲，右）：邊壩縣、比如縣
- 麥曲（右）：邊壩縣
- 沙曲（右）：邊壩縣
- 嘎曲（色曲，左）：丁青縣
- 當曲（左）：丁青縣
- 熱曲（右）：洛隆縣、邊壩縣
- 卓瑪朗錯曲（早瑪朗錯曲，右）：洛隆縣、邊壩縣
- 打曲（達曲，左）：洛隆縣、丁青縣、類烏齊縣
- 瓦弄（左）：洛隆縣
- 若曲（左）：洛隆縣、丁青縣
- 德曲（右）：八宿縣、洛隆縣、波密縣
- 八曲（左）：八宿縣
- 冷曲（右）：八宿縣
- 尼曲（右）：八宿縣
- 當曲（右）：左貢縣
- 真空弄巴（右）：左貢縣
- 南河（冲衣曲，右）：左貢縣
- 洛曲（右）：左貢縣
- 日布曲（右）：左貢縣
- 列曲（左）：左貢縣
- 普拉曲（右）：左貢縣
- 左巴曲（右）：左貢縣
- 熱路曲（右）：察隅縣、左貢縣
- 玉曲（偉曲，左）：察隅縣、左貢縣、八宿縣

雲南境內
- 席瓦洛河（右）：貢山獨龍族怒族自治縣
- 念瓦洛河（右）：貢山獨龍族怒族自治縣
- 双拉河（右）：貢山獨龍族怒族自治縣
- 迪麻洛河（左）：貢山獨龍族怒族自治縣
- 其期洛（右）：貢山獨龍族怒族自治縣
- 嗎依博拉嘎（左）：貢山獨龍族怒族自治縣
- 當珠河（右）：貢山獨龍族怒族自治縣
- 怒借洛河（路借洛河，右）：貢山獨龍族怒族自治縣、福貢縣
- 木來夏河（右）：福貢縣
- 木克基河（右）：福貢縣
- 害扎乙瑪（右）：福貢縣
- 利沙底河（左）：福貢縣
- 覺倮羅河（右）：福貢縣
- 魯奪洛河（右）：福貢縣
- 施匹河（右）：福貢縣
- 嘎梅左河（左）：福貢縣
- 腊土河（左）：福貢縣
- 腊土底河（右）：福貢縣
- 澤米溢瑪（左）：福貢縣
- 勒曼染喀河（普任溢瑪，右）：福貢縣
- 子里甲益瑪（左）：福貢縣
- 拉母甲河（右）：福貢縣
- 沙拉河（右）：福貢縣
- 孔楞子河（左）：福貢縣
- 依瑪羅河（右）：福貢縣
- 匹河（左）：福貢縣
- 俄戛河（右）：瀘水市
- 金美河（右）：瀘水市
- 堵堵羅依瑪（右）：瀘水市
- 臘門嘎依瑪（右）：瀘水市
- 木楠河（左）：瀘水市
- 芭蕉河（右）：瀘水市
- 滴密洛河（左）：瀘水市
- 聽命河（右）：瀘水市
- 登埂河（右）：瀘水市
- 分水嶺河（左）：瀘水市、雲龍縣
- 大河（右）：瀘水市
- 冲江河（白花河，左）：雲龍縣、隆陽區
- 蠻口河（右）：瀘水市
- 勐賴河（左）：隆陽區
- 羅明壩河（左）：隆陽區
- 滥枣河（左）：隆陽區、施甸縣
- 勐梅河（右）：龍陵縣
- 施甸河（左）：施甸縣
- 蘇帕河（右）：龍陵縣
- 勐波羅河（左）：施甸縣、永德縣、昌寧縣、隆陽區、鳳慶縣
- 麥壩河（左）：永德縣
- 南碰河（左）：永德縣、鎮康縣
- 蘆根河（右）：龍陵縣
- 硔養河（右）：龍陵縣
- 晒干河（右）：龍陵縣、芒市
- 曼辛河（右）：芒市

## 沿岸城市
- 比如
- 貢山
- 福貢
- 瀘水

## 水电开发
怒江河床落差大，有丰富的水能资源，天然蕴蓄出力可达到4700万千瓦。2003年8月，国家发改委主持评审通过了由云南省完成的《怒江中下游水电规划报告》。该报告规划以松塔和马吉为龙头水库，丙中洛、鹿马登、福贡、碧江、亚碧罗、泸水、六库、石头寨、赛格、岩桑树和光坡等梯级组成的“两库十三级”开发方案，全梯级总装机容量可达2132万千瓦，比三峡大坝的装机容量还要多300万千瓦。其中丙中洛电站位于三江并流保护区内。由于受到众多专家及环境保护组织人士的质疑，以及媒体的大量调查报道，该规划被搁置下来。